# Hájske
Hájske és un poble i municipi d'Eslovàquia que es troba a la regió de Nitra, al sud-oest del país. És documentat per primera vegada el 1113.

## Demografia
| Godina             | 1994 | 2004   | 2014   | 2024   |
| ------------------ | ---- | ------ | ------ | ------ |
| Nombre de persones | 1374 | 1365   | 1323   | 1315   |
| Diferència         |      | −0,65% | −3,07% | −0,60% |

| Godina             | 2023 | 2024   |
| ------------------ | ---- | ------ |
| Nombre de persones | 1324 | 1315   |
| Diferència         |      | −0,67% |